# Associació Europea de Clubs
L'Associació Europea de Clubs és una organització que representa clubs de futbol europeus. Es va formar a partir de la dissolució del grup G-14 al gener del 2008. El 2012 estava formada per 201 membres (103 ordinaris i 98 associats), almenys un de cadascuna de les 53 federacions de la UEFA.
Els membres fundadors van ser: FC Barcelona, Bayern de Múnic, Reial Madrid, Manchester United FC, Chelsea FC, Juventus FC, AC Milan, Ajax Amsterdam, Liverpool FC, FC Porto, Olympiacos, Olympique de Lió, Rangers FC, Birkirkara FC, Dinamo de Zagreb i el FC Copenhague.
El primer quadre directiu de l'organització va estar presidit per l'alemany Karl-Heinz Rummenigge, titular del Bayern de Múnic, com a vicepresident a Joan Laporta, president del Futbol Club Barcelona, i de vocals a Umberto Gandini (AC Milan), Peter Kenyon (Chelsea FC), Marteen Fontein (Ajax) i Jean Michel Aulas (Olympique de Lió).
L'AEC està composta per 103 clubs ordinaris, encara que el nombre d'equips per federació s'estableix cada dos anys, en funció de la classificació de la UEFA. Del primer al tercer classificat, tindrà cinc clubs com a representació, del quart al sisè, tindrà quatre; del setè al 15è en tindrà tres; les federacions classificades entre el 16è lloc i el 26è tindran dues representacions, i la resta fins a la número 53, un equip representant.
Entre els objectius aconseguits està el rebre una compensació econòmica per deixar els seus jugadors participar en les competicions de seleccions organitzades per la UEFA.

## Història
L'Associació Europea de Clubs (ECA) es va formar el gener del 2008. Va sorgir de la fusió del grup G-14 amb el Fòrum Europeu de Clubs (European Club Forum), un grup de treball creat per la UEFA l'any 2002 amb 102 clubs membres. Durant el cicle 2017-2019, l'European Club Association representava 232 clubs, formats per 109 Socis Ordinaris i 123 Socis Associats. Cada una de les 55 associacions nacionals de la UEFA hi tenia almenys un representant. El nombre precís de clubs membres ordinaris de cada associació es determina cada dos anys segons el rànquing de la UEFA de la següent manera:
| Posició de l'associació al rànquing de la UEFA | Nombre de clubs |
| ---------------------------------------------- | --------------- |
| 1r a 3r lloc                                   | 5 clubs         |
| 4 a 6                                          | 4               |
| 7 a 15                                         | 3               |
| 16 al 28                                       | 2               |
| 29 a 55                                        | 1               |

Karl-Heinz Rummenigge va ser president en funcions abans de ser elegit oficialment president de l'ECA quan els seus 103 membres es van reunir per primera vegada els dies 7 i 8 de juliol de 2008 a la seu de la UEFA a Nyon, Suïssa.
A més de substituir el G-14, que es va dissoldre a favor de l'ECA el 15 de febrer de 2008, la nova ECA també substitueix el Fòrum Europeu de Clubs de la UEFA (del qual Karl-Heinz Rummenigge també era president). El Fòrum de Clubs Europeus va utilitzar un procés de selecció de membres similar al de l'Associació de Clubs Europeus, amb 102 membres escollits cada dos anys.
L'abril de 2021 després de l'anunci de la Superlliga Europea, diversos dels clubs implicats van renunciar a l'ECA. L'ECA havia criticat la formació de la nova lliga. El 7 de maig de 2021, la UEFA va aprovar mesures de reintegració per a nou clubs que participaven en aquesta competició separatista.
Després de la invasió russa d'Ucraïna el 2022, l'ECA va suspendre els seus set membres russos: Zenit St Petersburg, FC Spartak Moscou, Lokomotiv Moscou, CSKA Moscou, FC Krasnodar, Rubin Kazan i FC Rostov.
El març de 2023, hi havia 512 membres de l'ECA, inclosos 135 ordinaris, 169 associats, a més de 208 clubs de xarxa i 40 clubs de dones. L'1 de juny de 2024, es va informar que la Juventus es tornaria a incorporar a l'ECA a partir del juliol, després de la seva retirada com a part del projecte de la Super League el 2021.

## Estructura
En la creació de l'Associació de clubs europeus el gener de 2008, es va acordar que una junta de transició de l'ECA representaria l'ECA i els seus 16 membres fundadors fins que la propera Assemblea General es reunís al final de la temporada, quan es farien les eleccions per a una nova junta executiva. celebrat. Es va decidir que la Junta de l'ECA estaria formada per onze membres, a més dels quatre representants designats per la junta executiva al Consell d'Estratègia de Futbol Professional de la UEFA. L'Associació Europea de Clubs també aportarà la meitat dels membres del Comitè de Competicions de Clubs de la UEFA.
La Junta de Transició de l'ECA va ser Karl-Heinz Rummenigge (president; Bayern de Munic ), Joan Laporta (vicepresident; Barcelona ), John McClelland (vicepresident; Rangers ), Umberto Gandini (vicepresident; Milà ), Peter Kenyon ( Chelsea), Maarten Fontein ( AZ ) i Jean-Michel Aulas ( Lió ).
El Consell Executiu de l'ECA (2021-2025) va ser: Nasser Al-Khelaifi ( Paris Saint-Germain ), Jan-Christian Dreesen ( FC Bayern München ), Peter Lawwell ( Celtic FC ), Dariusz Mioduski ( Legia Varsòvia ), Aki Riihilahti ( HJK ), Martina Pavlova ( AC Sparta Praha ), Miguel Angel Gil Marin ( Atlètic de Madrid ), Fernando Carro ( Bayer Leverkusen ), Dan Friedkin ( AS Roma ), Vinai Venkatesham ( Arsenal FC ), Alessandro Antonello ( Internazionale ), Jokin Aperribay ( Reial Societat ), Dennis Te Kloese ( Feyenoord ), Pablo Longoria ( Marsella ), Oliver Mintzlaff ( RB Leipzig ), Ferran Soriano ( Manchester City FC ), Tore Bjorseth Berdal ( Rosenborg BK ), Rui Costa ( Benfica ), Wanja Greuel ( Jove ). Nens ), Ali Koç ( Fenerbahçe ), Stephan Reiter ( FC Salzburg ), Niclas Carlnen ( Malmo FF ), Pal Orosz ( Ferencvarosi TC ), Daniel Rommedahl ( FC Copenhaguen ), Asif Asgarov ( Qarabag FK ), Michele Kang ( Olympique Lyonnais ), Juan Jose Sartori (AS Mònaco), Joshua Wander (RS Lieja), Raphael Landthaler ( Viktoria Plzen ), Kuno Tehva ( Nomme Kalju ), Michele Centenaro, Michael Verschueren, Valentina de Laurentiis ( Nàpols ), Aleksandra Milosevic ( Crvena Zvezda ), Vlatka Peras ( Dinamo Zagreb ) i Azra Numanovic ( FK Sarajevo ).

### Llista de presidents
| President             | Terme        |
| --------------------- | ------------ |
| Karl-Heinz Rummenigge | 2008–2017    |
| Andrea Agnelli        | 2017-2021    |
| Nasser Al-Khelaifi    | 2021-present |

### Grups de treball
L'Associació de Clubs Europeus està formada per nombrosos òrgans que inclouen grups de treball, panells d'experts i comitès. Són les següents:
Des de la creació de l'ECA, els grups de treball han estat una pedra angular important de l'estructura organitzativa de l'ECA. Ofereixen assessorament i suport actius al Consell Executiu de l'ECA i als representants de l'ECA que participen en comitès o grups de treball a nivell de la UEFA, la FIFA i la UE. La seva aportació és clau i estratègica per a l'associació. A més, impulsen la participació i la comunicació dels membres a tota l'organització sobre qüestions, reptes i oportunitats clau. Tots els grups de treball estan formats per clubs de socis ordinaris i associats de les quatre subdivisions.
Grup de treball de competicions : presidit per Umberto Gandini (AS Roma), el grup de treball de competicions té com a objectiu dirigir la gestió i el control de les competicions de clubs a través dels comitès de futbol de clubs pertinents de la UEFA i la FIFA.
Grup de treball de finances : presidit pel membre de la junta executiva de l'ECA Michael Verschueren (RSC Anderlecht), el grup de treball de finances s'esforça per abordar tots els problemes relacionats amb les finances del club, per optimitzar l'assignació de recursos i la gestió empresarial del club.
Grup de treball de relacions institucionals : presidit pel membre de la junta executiva de l'ECA, Ivan Gazidis (Arsenal FC), el grup de treball de relacions institucionals pretén reforçar la posició i la representació de l'ECA entre les diferents parts interessades del futbol europeu.
Grup de treball de màrqueting i comunicació : presidit per Aurelio De Laurentiis (SSC Napoli), el grup de treball de màrqueting i comunicació supervisa les qüestions de màrqueting, comunicació i promoció del futbol de clubs, i té com a objectiu definir una estratègia coherent i actualitzada al voltant d'oportunitats comercials.
Grup de treball pels joves : presidit pel membre de la junta executiva de l'ECA Edwin van der Sar (Ajax), el grup de treball pels joves intenta estimular, desenvolupar i protegir les bases del futbol de clubs europeus.

### Panells d'experts
Tauler d'assessorament legal : s'encarrega de reunir experts jurídics i membres d'arbitratge dels clubs membres de l'ECA per tal de compartir coneixements i coneixements i actuar com a mediador per a qualsevol disputa amb els clubs membres.
Panell de joc net financer : encarregat de col·laborar amb la UEFA per tal d'elaborar, implementar i avaluar encara més les llicències de clubs de la UEFA i el Reglament de joc net financer.
Comitè d'Afers Estatutaris : encarregat de tractar i analitzar les sol·licituds d'adhesió, els problemes d'elegibilitat dels membres i la interpretació i aplicació dels Estatuts de l'ECA.

### Comitès
Comitè de Diàleg Social : Assegura una estreta relació entre l'ECA, les Lligues Europees, la Divisió FIFPro Europa, la UEFA i la Comissió Europea per acordar solucions comunes en qüestions relacionades amb l'ocupació en el futbol.
Comitè de Futbol Femení : Creat el 2013, l'objectiu general del Comitè de Futbol Femení (WFC) és actuar com una plataforma on es debatin qüestions relacionades amb el futbol femení, ja sigui a nivell europeu o mundial. El WFC està format per representants dels clubs membres de l'ECA amb una secció femenina, així com per representants de clubs de futbol femení sense enllaç directe amb la membres de l'ECA. Els membres del WFC són nomenats pel Consell Executiu de l'ECA a proposta del president del WFC. El comitè està presidit actualment pel membre de la junta executiva de l'ECA i president de l'Olympique Lyonnais, Jean-Michel Aulas. La vicepresidenta és Linda Wijkström d'Elitfotboll Dam. Els 42 socis, amb els clubs no membres de l'ECA marcats en cursiva, són els següents:
KFF Vllaznia (ALB), Sturm Graz (AUT), RSC Anderlecht (BEL), SFK 2000 Sarajevo (BIH), AC Sparta Praha (CZE), SK Slavia Praha (CZE), Apollon Ladies FC (CYP), Brøndby (DEN), Fortuna Hjørring (DEN) Arsenal Ladies (ENG), Manchester City Ladies (ENG), Chelsea Ladies (ENG), Club Atlético de Madrid (ESP), Athletic Club (ESP), FC Barcelona (ESP) Nõmme Kalju FC (EST), HJK Hèlsinki (FIN), Olympique Lyonnais Féminin (FRA), Paris Saint-Germain (FRA), Montpeller Hérault Sport Club (FRA), Paris FC (FRA), 1. FFC Turbine Potsdam (GER), Bayern de Munic (GER), Ferencvárosi TC (HUN), UMF Stjarnan (ISL), Fiorentina Women's FC (ITA), Juventus FC (ITA), Birkirkara (MLT), AFC Ajax (NED), Linfield FC (NIR), Stabæk FK (NOR), KKPK Medyk Konin (POL), PFC CSKA Moskva (RUS), MŠK Žilina (SVK), Elitfotboll Dam (SWE), Linköpings FK (SWE), Djurgårdens IF (SWE), Zuric Frauen (SUI).